# General Electric GE4
Il General Electric GE4 era un motore aeronautico turbogetto progettato dalla General Electric alla fine degli anni sessanta per i velivoli da trasporto supersonici Boeing 2707 e Lockheed L-2000.

## Storia del progetto
Il programma statunitense per un velivolo da trasporto supersonico con velocità di crociera superiore a Mach 2 venne lanciato nel 1963.  Questo velivolo avrebbe dovuto essere in grado di trasportare 300 passeggeri su tratte intercontinentali e competere con gli analoghi programmi del consorzio anglo-francese Concorde ed il sovietico Tupolev Tu-144. Venne deciso di assegnare lo sviluppo della cellula del velivolo alla Boeing ed i motori alla General Electric quando, nel frattempo, i programmi europei e sovietici erano già passati alla fase di test in volo supersonico.  Per lo sviluppo del motore venne stabilita una compartecipazione finanziaria tra la Federal Aviation Administration e la General Electric e, nel settembre del 1968, il prototipo raggiunse durante una prova al banco i 218 kN (63 200 lbf) di spinta, un risultato fino ad allora mai ottenuto da un motore aeronautico a turbina. Pochi anni dopo, nel 1971, a causa degli alti costi e dei dubbi sulla sostenibilità dell'impatto ambientale uniti all'incognito ritorno economico, il Congresso degli Stati Uniti cancellò il programma..

## Tecnica
Il motore era basato in gran parte sull'esperienza ottenuta con il J93 (installato sul bombardiere North American XB-70) ed il J79. Per resistere alle condizioni di impiego caratterizzate dal funzionamento ad elevate temperature per tempi relativamente lunghi, furono impiegati materiali particolari come leghe di titanio nella parte anteriore del compressore o superleghe di nichel negli stadi posteriore del compressore o nella turbina.

### Presa d'aria
La presa d'aria era di tipo assialsimmetrico, con una spina centrale che, muovendosi in senso longitudinale congiuntamente a delle paratie mobili, variava la geometria a valle della gola regolandola alle condizioni richieste dal flusso di aria in ingresso al compressore. In più un sistema di controllo dello strato limite assicurato dall'opportuna aspirazione dello strato limite consentiva di mantenere la stabilità delle onde d'urto nel flusso d'aria garantendo un buon rendimento nel processo di diffusione.

### Compressore
Il compressore a flusso assiale aveva 9 stadi. Le alette direttrici di ingresso e la prima fila di statori erano a geometria variabile per consentire l'avviamento e l'accelerazione iniziale del motore mentre le ultime sei file di statori erano controllate per garantire margini di sicurezza rispetto al limite di pompaggio in crociera e nell'adattamento della presa d'aria in regime transonico. L'ultima fila di statori poteva essere usata come freno aerodinamico per lo spegnimento in volo del motore. Le palette del compressore erano cave per ridurre i pesi.

### Camera di combustione
La camera di combustione era di tipo anulare ed il combustibile vi era iniettato mediante 42 spruzzatori. Le pareti della camera di combustione erano protette e raffreddate da un film di aria che non partecipava alla combustione e che consentiva di limitarne la temperatura a circa 815 °C.

### Turbina
La turbina era composta di due stadi a flusso assiale raffreddati con aria spillata dal sesto stadio del compressore ed era mossa da un singolo albero collegato al compressore. La temperatura massima di progetto di ingresso in turbina era di circa 1230 °C (2250 °F).

### Postbruciatore
Il postbruciatore era di tipo regolabile ed il combustibile era immesso lungo due stadi. L'accensione iniziale era comandata mediante candelette mentre il funzionamento continuo era garantito da quattro anelli che mantenevano ancorata la fiamma. Le pareti e le strutture interne del postbruciatore erano raffreddate dai gas di scarico in uscita dalla turbina.

### Ugello di scarico e inversori di spinta
L'ugello di scarico, a geometria variabile, era costituito di due sezioni principali. La prima, controllata da attuatori, definiva la geometria della parte convergente dell'ugello e la relativa sezione di gola. La seconda, invece, si adattava aerodinamicamente definendo la parte divergente della sezione di uscita dell'ugello. Gli inversori di spinta erano integrati nella parte convergente dell'ugello. Il loro azionamento comportava il restringimento della sezione di gola con la successiva espulsione in avanti dei gas di scarico attraverso aperture verso l'esterno ricavate nelle pareti della parte finale dello scarico. Erano in grado di fornire una spinta negativa (contraria alla direzione di moto) pari al 50% di quella nominale.